# W poszukiwaniu źródeł Kalevali
W poszukiwaniu źródeł Kalevali (and. Quest for Kalevala) - komiks Dona Rosy z 1999 r.
Komiks po raz pierwszy wydano na łamach duńskiego czasopisma Anders And & Co. Pierwsze polskie wydanie (pod tytułem W poszukiwaniu źródeł Kalevali) pochodzi z 2001 r.

## Fabuła
Sknerus znajduje w starym kufrze stronę z notatnika, należącego do Eliasa Lönnrota. Z pomocą Poradnika Młodego Skauta siostrzeńcy Donalda ustalają, że dokument zawiera informacje na temat lokalizacji Sampo - przedmiotu z legend fińskich, mający przynosić swojemu posiadaczowi sól, mąkę i złoto.
Zaintrygowany możliwością wzbogacenia się, Sknerus wraz z Donaldem i siostrzeńcami udaje się do Helsinek. W siedzibie Fińskiego Towarzystwa Literackiego McKwacz zdobywa informacje na temat Sampo, które prowadzą kaczory na wyspę Mustasaari. Tam Donald znajduje miecz Väinämöinena. Duch zaklinacza przejmuje kontrolę nad ciałem Donalda i udziela bohaterom informacji, z pomocą których są w stanie odtworzyć Sampo.
Okazuje się jednak, że część Sampo została skradziona przez wiedźmę Louhi. Sknerus i Donald udają się do Tuoneli, siedziby Louhi, by tam odzyskać brakującą część. Rozzłoszczona wiedźma wzywa na pomoc Magikę de Czar i obdarza ją zdolnościami, które pozwolą Louhi zemścić się.

## Nawiązania

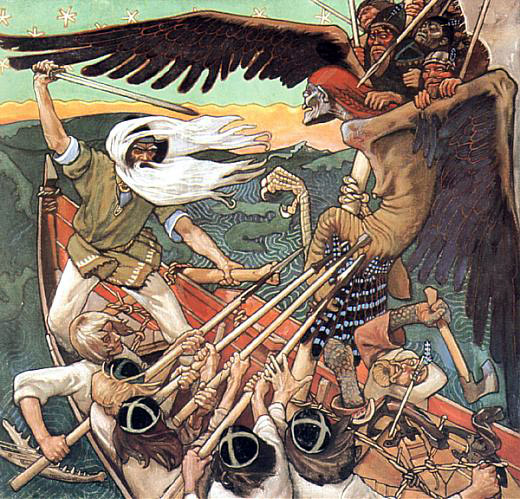
Obrona Sampo (1895)

- Obrona Sampo (1895)scena tworzenia Sampo oraz scena konfrontacji Sknerusa i Magiki de Czar na pokładzie łodzi Väinämöinena są zainspirowane obrazami fińskiego malarza Gallen-Kalleli Wykuwanie Sampo z 1893 r. i Obrona Sampo z 1895 r.[3].